# 入山愛
入山 愛（いりやま あい、1997年7月14日 - ）は、日本のグラビアアイドル、タレント。長崎県出身。

## 略歴
声優の専門学校を卒業する年の夏休みに表舞台に興味を持ち、家探しの為上京した時に街でスカウトされた。
2020年12月～2021年10月までアイドルグループ「プリンセスは眠らないっ!!」で活動をしていた。
2022年6月24日、1st DVD『ラブ・モーション』を発売。
『ミスヤングアニマル2022』ファイナリスト。
2024年6月1日、自身のX（旧Twitter）にて、同年9月末より語学留学に行くことを発表。これに伴い同年7月31日をもって芸能活動を無期限休止することを併せて発表した。

## 人物
- 趣味はNBA観戦、アニメ・映画鑑賞[3]。
- 特技は絵を描くこと、水泳[1][3]。

## 作品

### イメージビデオ
- ラブ・モーション（2022年6月24日、竹書房）[11][12]
- 愛ことば（2022年9月22日、ギルド）[13][14]
- 愛のままに（2023年1月25日、スパイスビジュアル）[15]

### 動画配信
- みつめ愛（2022年4月10日、ギルド）[16]

### デジタル写真集
- 愛のチカラ（2022年10月14日、竹書房）
- 思わせモーション（2022年10月14日、竹書房）
- ラブビーム（2022年10月14日、竹書房）
- ラブラブ（2022年10月14日、竹書房）

## 出演

### ラジオ
- ステラ☆HAPPYtune! 〜はなとあいのトキメキRadio〜（2022年9月 - 11月、市川うららFM）- パーソナリティ

### ウェブ配信
- 東京Lily 【図工の時間】#4（2022年6月29日、YouTube）共演：岡本杷奈、塩江ゆう、篠見星奈[17]